# Bahnstrecke Leipzig-Engelsdorf–Leipzig-Connewitz
| Ausschnitt der Streckenkarte Sachsen 1915 |                              |                                            |                                            |
| Streckennummer: | 6375; sä. ELSt               |                                            |                                            |
| Kursbuchstrecke (DB): | 501.1, 501.3                 |                                            |                                            |
| Streckenlänge: | 7,299 km                     |                                            |                                            |
| Spurweite: | 1435 mm (Normalspur)         |                                            |                                            |
| Streckenklasse: | D4                           |                                            |                                            |
| Stromsystem: | 15 kV, 16,7 Hz ~             |                                            |                                            |
| Maximale Neigung: | 10 ‰                         |                                            |                                            |
| Minimaler Radius: | 350 m                        |                                            |                                            |
| Streckengeschwindigkeit: | 80 km/h                      |                                            |                                            |
| Zugbeeinflussung: | PZB                          |                                            |                                            |
| Zweigleisigkeit: | Engelsdorf–Leipzig-Connewitz |                                            |                                            |
| |                              |                                            |                                            |
| \| \| \| von Dresden-Neustadt \| \| \| \| 1,582 \| Leipzig-Engelsdorf \| Leipzig-Engelsdorf \| \| \| \| Leipzig Hbf–Geithain \| \| \| \| \| nach Leipzig-Wahren via Leipzig-Schönefeld \| \| \| \| \| EÜ Watzdorfstraße \| \| \| \| 2,323 \| EÜ Cunnersdorfer Straße \| EÜ Cunnersdorfer Straße \| \| \| 2,480 \| EÜ Zweenfurther Straße \| EÜ Zweenfurther Straße \| \| \| 2,771 \| Östliche Rietzschke \| Östliche Rietzschke \| \| \| 3,037 \| EÜ Theodor-Neubauer-Straße \| EÜ Theodor-Neubauer-Straße \| \| \| \| von Eilenburg via Leipzig-Schönefeld \| \| \| \| 3,382 \| Abzw Leipzig-Anger \| Abzw Leipzig-Anger \| \| \| 3,577 \| EÜ Zweinaundorfer Straße \| EÜ Zweinaundorfer Straße \| \| \| 3,700 \| Leipzig-Anger-Crottendorf \| Leipzig-Anger-Crottendorf \| \| \| \| Leipzig Hbf–Leipzig-Connewitz \| \| \| \| 4,095 \| EÜ Oststraße \| EÜ Oststraße \| \| \| \| EÜ Papiermühlstraße \| \| \| \| \| von Leipzig Hbf \| \| \| \| 4,779 \| Leipzig-Stötteritz \| Leipzig-Stötteritz \| \| \| \| nach Leipzig-Connewitz \| \| \| \| \| SÜ Prager Straße \| \| \| \| 5,543 \| Leipzig Völkerschlachtdenkmal (seit 2013) \| Leipzig Völkerschlachtdenkmal (seit 2013) \| \| \| \| SÜ Straße des 18. Oktober \| \| \| \| \| SÜ Richard-Lehmann-Straße \| \| \| \| 6,493 \| Leipzig Tabakmühle Strw (ehem. Abzw) \| Leipzig Tabakmühle Strw (ehem. Abzw) \| \| \| \| nach Leipzig MDR \| \| \| \| \| SÜ Zwickauer Straße \| \| \| \| \| SÜ Arno-Nitzsche-Straße \| \| \| \| \| von Leipzig Bayer Bf \| \| \| \| 7,299 \| Leipzig-Connewitz Stw W1 \| Leipzig-Connewitz Stw W1 \| \| \| \| von Leipzig-Stötteritz \| \| \| \| ca. 7,7 \| Leipzig-Connewitz \| Leipzig-Connewitz \| \| \| \| nach Hof (Saale) Hbf \| \| |                              |                                            |                                            |
| Strecke |                              | von Dresden-Neustadt                       | von Dresden-Neustadt                       |
| Dienststation / Betriebs- oder Güterbahnhof | 1,582                        | Leipzig-Engelsdorf                         | Leipzig-Engelsdorf                         |
| Kreuzung geradeaus oben |                              | Leipzig Hbf–Geithain                       | Leipzig Hbf–Geithain                       |
| Abzweig geradeaus und nach rechts |                              | nach Leipzig-Wahren via Leipzig-Schönefeld | nach Leipzig-Wahren via Leipzig-Schönefeld |
| Brücke |                              | EÜ Watzdorfstraße                          | EÜ Watzdorfstraße                          |
| Brücke | 2,323                        | EÜ Cunnersdorfer Straße                    | EÜ Cunnersdorfer Straße                    |
| Brücke | 2,480                        | EÜ Zweenfurther Straße                     | EÜ Zweenfurther Straße                     |
| Brücke über Wasserlauf | 2,771                        | Östliche Rietzschke                        | Östliche Rietzschke                        |
| Brücke | 3,037                        | EÜ Theodor-Neubauer-Straße                 | EÜ Theodor-Neubauer-Straße                 |
| Abzweig geradeaus und von rechts |                              | von Eilenburg via Leipzig-Schönefeld       | von Eilenburg via Leipzig-Schönefeld       |
| Blockstelle | 3,382                        | Abzw Leipzig-Anger                         | Abzw Leipzig-Anger                         |
| Brücke | 3,577                        | EÜ Zweinaundorfer Straße                   | EÜ Zweinaundorfer Straße                   |
| Haltepunkt / Haltestelle | 3,700                        | Leipzig-Anger-Crottendorf                  | Leipzig-Anger-Crottendorf                  |
| Kreuzung geradeaus unten (Querstrecke außer Betrieb) |                              | Leipzig Hbf–Leipzig-Connewitz              | Leipzig Hbf–Leipzig-Connewitz              |
| Brücke | 4,095                        | EÜ Oststraße                               | EÜ Oststraße                               |
| Brücke |                              | EÜ Papiermühlstraße                        | EÜ Papiermühlstraße                        |
| Abzweig geradeaus und ehemals von links |                              | von Leipzig Hbf                            | von Leipzig Hbf                            |
| Bahnhof | 4,779                        | Leipzig-Stötteritz                         | Leipzig-Stötteritz                         |
| Abzweig geradeaus und nach links |                              | nach Leipzig-Connewitz                     | nach Leipzig-Connewitz                     |
| Strecke mit Straßenbrücke |                              | SÜ Prager Straße                           | SÜ Prager Straße                           |
| Haltepunkt / Haltestelle | 5,543                        | Leipzig Völkerschlachtdenkmal (seit 2013)  | Leipzig Völkerschlachtdenkmal (seit 2013)  |
| Strecke mit Straßenbrücke |                              | SÜ Straße des 18. Oktober                  | SÜ Straße des 18. Oktober                  |
| Strecke mit Straßenbrücke |                              | SÜ Richard-Lehmann-Straße                  | SÜ Richard-Lehmann-Straße                  |
| Blockstelle | 6,493                        | Leipzig Tabakmühle Strw (ehem. Abzw)       | Leipzig Tabakmühle Strw (ehem. Abzw)       |
| Abzweig ehemals geradeaus und nach rechts |                              | nach Leipzig MDR                           | nach Leipzig MDR                           |
| Strecke mit Straßenbrücke (Strecke außer Betrieb) |                              | SÜ Zwickauer Straße                        | SÜ Zwickauer Straße                        |
| Strecke mit Straßenbrücke (Strecke außer Betrieb) |                              | SÜ Arno-Nitzsche-Straße                    | SÜ Arno-Nitzsche-Straße                    |
| Abzweig ehemals geradeaus und von rechts |                              | von Leipzig Bayer Bf                       | von Leipzig Bayer Bf                       |
| ehemalige Blockstelle | 7,299                        | Leipzig-Connewitz Stw W1                   | Leipzig-Connewitz Stw W1                   |
| Abzweig geradeaus und von links |                              | von Leipzig-Stötteritz                     | von Leipzig-Stötteritz                     |
| Bahnhof | ca. 7,7                      | Leipzig-Connewitz                          | Leipzig-Connewitz                          |
| Strecke |                              | nach Hof (Saale) Hbf                       | nach Hof (Saale) Hbf                       |

Die Bahnstrecke Leipzig-Engelsdorf–Leipzig-Connewitz ist eine zweigleisige, elektrifizierte Hauptbahn auf dem Gebiet der sächsischen Stadt Leipzig. Sie ist ursprünglich als Teil des Leipziger Güterrings angelegt worden, wird seit Dezember 2013 aber auch maßgeblich von den Zügen der S-Bahn Mitteldeutschland genutzt. An der ehemaligen Abzweigstelle Tabakmühle geht die Strecke heute nahtlos in die LCV/6376 Leipzig Tabakmühle–Leipzig MDR über, über die der City-Tunnel Leipzig erreicht wird. Der rund 800 Meter lange Abschnitt von der Abzw Tabakmühle bis zum Bahnhof Leipzig-Connewitz ist stillgelegt und abgebaut.

## Geschichte
Im Zusammenhang mit der Umgestaltung des Eisenbahnknotens Leipzig Anfang des 20. Jahrhunderts, die unter anderem den Bau des zentralen Leipziger Personenhauptbahnhofs und die Schaffung eines Güterrings umfasste, errichteten die Königlich Sächsischen Staatseisenbahnen die Verbindungsbahn Engelsdorf–Leipzig-Stötteritz. Mit der Verbindungsbahn war beabsichtigt, die zu einem leistungsfähigen Vorort- und Güterbahnhof ausgebaute, einstige Haltestelle Stötteritz mit dem sächsischen Rangierbahnhof in Engelsdorf und dem preußischen Übergabebahnhof Leipzig-Schönefeld zu verbinden. Wegen des Baus von sechs Brücken und des Ausbaus des Bahnhofs Stötteritz war diese Verbindungsbahn der aufwändigste Teil der von den Königlich Sächsischen Staatseisenbahnen damals umzusetzenden Arbeiten.
Zusammen mit weiteren Strecken im Umfeld des Rangierbahnhofs Engelsdorf wurde die 4,78 km lange Strecke Engelsdorf–Leipzig-Stötteritz am 1. Mai 1906 in Betrieb genommen. Die Strecke war von Anbeginn zweigleisig ausgeführt. Die ebenfalls zweigleisige Fortführung der Strecke bis zum Bahnhof Leipzig-Connewitz ging am 1. Oktober 1912 in Betrieb – auch wenn diese 3,87 km lange Verlängerung damals formal noch als drittes und viertes Gleis der (parallel verlaufenden) Bahnstrecke Leipzig Hbf–Leipzig-Connewitz gewertet wurde. Der vorgesehene Umbau des Bahnhofs Stötteritz erfolgte bis 1914.
Als Teil einer größeren Elektrifizierungsmaßnahme im Bereich Leipzig–Böhlen hat die Deutsche Reichsbahn zu Beginn der 1960er Jahre auch die Strecke Engelsdorf–Leipzig-Connewitz mit der in Mitteleuropa üblichen Einphasenwechselspannung von 15 kV mit einer Frequenz von 16,7 Hz elektrifiziert. Die Fahrleitungsanlagen gingen am 2. Oktober 1961 in Betrieb.
Im Zuge der netzergänzenden Maßnahmen des Projekts City-Tunnel Leipzig wurden 2012/2013 zahlreiche Einzelmaßnahmen umgesetzt, um den Streckenabschnitt Leipzig-Engelsdorf–Abzw. Tabakmühle zu modernisieren und personenverkehrstauglich zu machen. In diesem Zusammenhang wurde die Brücke über die Theodor-Neubauer-Straße abgebrochen und neu gebaut und an der Zweinaundorfer Straße entstand ein neuer, provisorischer Haltepunkt Anger-Crottendorf als Ersatz für den bisherigen an der Strecke LC/6361 Leipzig Hbf–Leipzig-Connewitz. Der Bahnhof Leipzig-Stötteritz wurde vollständig umgebaut, dabei wurden die Reste der Containerumschlaganlage, die seit 2004 ungenutzt war, beseitigt. Er erhielt einen neuen Inselbahnsteig mit einem zusätzlichen Stumpfgleis und einer Kehranlage, um das Wenden von S-Bahn-Zügen zu ermöglichen. In diesem Zusammenhang wurde auch die Brücke über die Papiermühlstraße neu gebaut. Durch einen Aufzug sind die neuen Bahnsteige barrierefrei zugänglich. Unter der Brücke der Prager Straße wurde ein neuer Haltepunkt Leipzig Völkerschlachtdenkmal mit einem Inselbahnsteig errichtet. Er ersetzt den bisherigen am Streckengleis Connewitz–Leipzig Hbf an der Straße des 18. Oktober. Der Abschnitt Leipzig Tabakmühle–Leipzig-Connewitz wurde aufgegeben und abgebaut, aus der Abzw Tabakmühle wurde ein Streckenwechsel. Die Anlagen der Abzw Anger wurden vorerst nur stabilisiert, dabei entfielen die letzten Reste der Anbindung des Bahnhofs Leipzig Eilb Bf. Im Abschnitt Leipzig-Stötteritz–Leipzig MDR wurde die Streckengeschwindigkeit von bisher 60 auf 80 km/h angehoben. Zwischen Leipzig-Engelsdorf und Leipzig-Stötteritz wurde Gleiswechselbetrieb eingerichtet. Er besteht damit seit Oktober 2013 auf der Gesamtstrecke.
Die Umbau- und Modernisierungsmaßnahmen liefen seit Anfang 2011 und zuletzt im Rahmen einer rund einjährigen Vollsperrung ab dem 24. November 2012. Die umgebauten und modernisierten Anlagen wurden im Oktober 2013 in Betrieb genommen, die planmäßige Nutzung begann jedoch erst mit der Inbetriebnahme des City-Tunnels Leipzig am 15. Dezember 2013. Der Streckenabschnitt Leipzig-Engelsdorf–Leipzig-Stötteritz wird seither im Mischverkehr befahren, der Streckenabschnitt südlich des Bahnhofs Leipzig-Stötteritz dient im Regelfall nur noch dem Personenverkehr.

## Ausblick

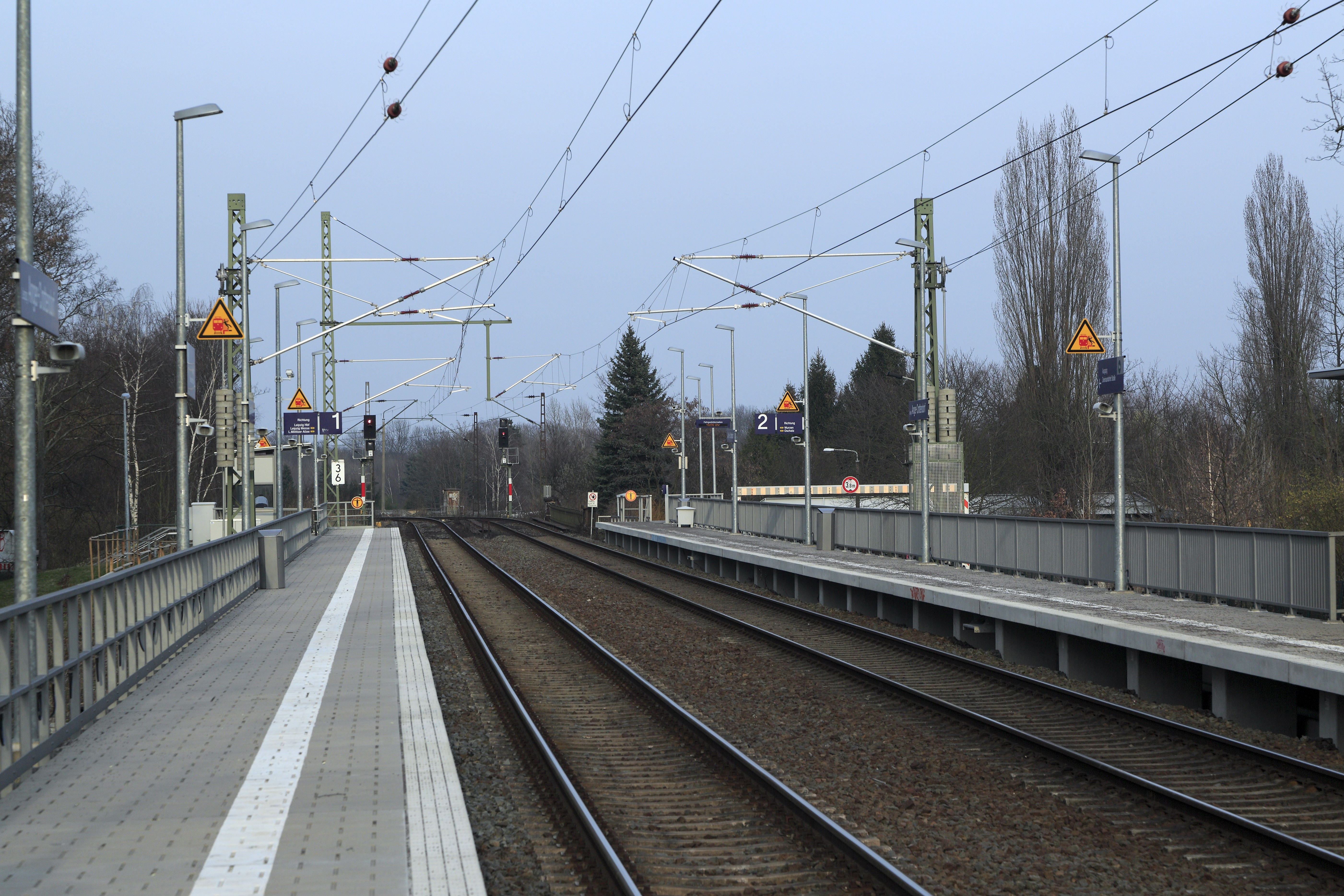
Im Jahr 2013 in Betrieb genommener Haltepunkt Leipzig-Anger-Crottendorf. Dieser wird halbstündlich von der S-Bahn Mitteldeutschland bedient und wird im Zusammenhang mit dem Streckenausbau 2018–2021 zu einem barrierefreien Haltepunkt mit Inselbahnsteig umgestaltet (März 2015)

Die DB Netz AG setzt, im Rahmen eines ursprünglich von April 2018 bis Februar 2022 vorgesehenen komplexen Bauvorhabens zahlreiche Maßnahmen um, um auch den Streckenabschnitt zwischen den Bahnhöfen Leipzig-Engelsdorf und Leipzig-Stötteritz umfassend zu modernisieren. Dazu gehören unter anderem:
- Umbau des Haltepunkts Leipzig-Anger-Crottendorf:
  - Neuerrichtung eines 140 Meter langen Inselbahnsteiges mit Blindenleitsystem, der die beiden gegenwärtigen Außenbahnsteige ersetzt
  - Neubau von Treppe und Aufzug für den barrierefreien Zugang zur Zweinaundorfer Straße
  - Neubau einer zweiten Treppe mit Personenunterführung als Zugang zur Anger-Crottendorfer-Bahnschneise und somit zum Lene-Voigt-Park (im Bau)[8]
- Neubau von sieben über 100 Jahre alten Eisenbahnüberführungen, u. a.:
  - Cunnersdorfer Straße (im Bau)
  - Zweenfurther Straße (im Bau)
  - Rietzschkebach (im Bau)
  - Zweinaundorfer Straße (im Bau)
  - Oststraße (fertiggestellt: März 2020)
- Neubau von Stützwänden (im Bau)
- Streckenbegradigung mittels Neutrassierung im Bereich zwischen EÜ Oststraße und EÜ Papiermühlstraße unter Einbeziehung der Trassen der hier mittlerweile stillgelegten Bahnstrecke Leipzig Hbf–Leipzig-Connewitz und der bereits zur Jahrtausendwende zurückgebauten Bahnstrecke vom Eilenburger Bahnhof nach Eilenburg (Oberbau seit März 2020 weitgehend fertiggestellt)
- Errichtung von ca. 2300 Metern Lärmschutzwänden (geplant)

Wegen des Platzbedarfes des Inselbahnsteiges in Anger-Crottendorf wird das Richtungsgleis Engelsdorf–Connewitz zwischen der Abzw Anger und dem Hp Anger-Crottendorf etwa in die Achse des ehemaligen Streckengleises Schönefeld–Leipzig Eilb Bf verschoben. Die Abzw Anger erhält Weichen mit einem Zweiggleisradius von 760 m, die im abzweigenden Strang mit 80 km/h befahren werden können.
Erschwerend wirkt die Bauweise der bisherigen Brücken über die Cunnersdorfer und Zweenfurther Straße. Während bei den übrigen Stahlbrücken im Baubereich getrennte Überbauten für jedes Gleis vorgesehen wurden, erhielt die Strecke Engelsdorf–Stötteritz in beiden Fällen einen gemeinsamen Überbau für beide Richtungsgleise. Aus diesem Grund werden die neuen Brückenbauwerke neben dem Damm errichtet und nach dem Abbruch der bisherigen eingeschoben.
Während der etwa dreijährigen Baumaßnahme ist zumeist nur eingleisige Betriebsführung möglich. Für einen Zeitraum von etwa vier Wochen im Frühjahr 2020 war für die Einrichtung des Bauzustandes mit Einbau einer Bauweiche im Bahnhof Stötteritz und von Hilfsbrücken eine Vollsperrung nötig. Während der Ausbau des genieteten Stahlüberbaues des Richtungsgleises Engelsdorf–Stötteritz über die Zweinaundorfer Straße am Haltepunkt Leipzig-Anger-Crottendorf während der Nachtstunden im Juni 2020 erfolgte, sollte im März 2021 zur Einbindung der neuen Anlagen im Zug der Richtungsgleise Engelsdorf–Stötteritz und Schönefeld–Anger und den Betriebswechsel von den bisherigen und Behelfsanlagen auf die neuen eine weitere vierwöchige Vollsperrung der Strecke erfolgen. Während dieser Vollsperrung sollten die neuen Brückenbauwerke über die Cunnersdorfer und Zweenfurther Straße eingeschoben werden. Während des darauffolgenden eingleisigen Betriebes von April bis Oktober sollte der Brückenzug über die Zweinaundorfer Straße für das Richtungsgleis Stötteritz–Engelsdorf neugebaut werden. Im November 2021 sollte auch das zweite Gleis wieder befahren und bis Februar 2022 die Baubehelfe beseitigt werden.
Erforderliche Änderungen insbesondere beim komplizierten Brückenbauwerk über die Zweinaundorfer Straße bewirkten eine Ende 2020 bekanntgegebene erhebliche Verlängerung der Bauzeit. Nunmehr ist die Vollsperrung zur Anschwenkung auf die neuen Anlagenteile mit dem Umbau der Abzw Anger für den Zeitraum zwischen September und November 2022 vorgesehen, der durchgehend zweigleisige Betrieb soll im März 2024 wieder möglich sein.
Nach Fertigstellung des Bauvorhabens soll die Streckengeschwindigkeit von bisher 60 auf 80 km/h angehoben werden.

## Verlauf

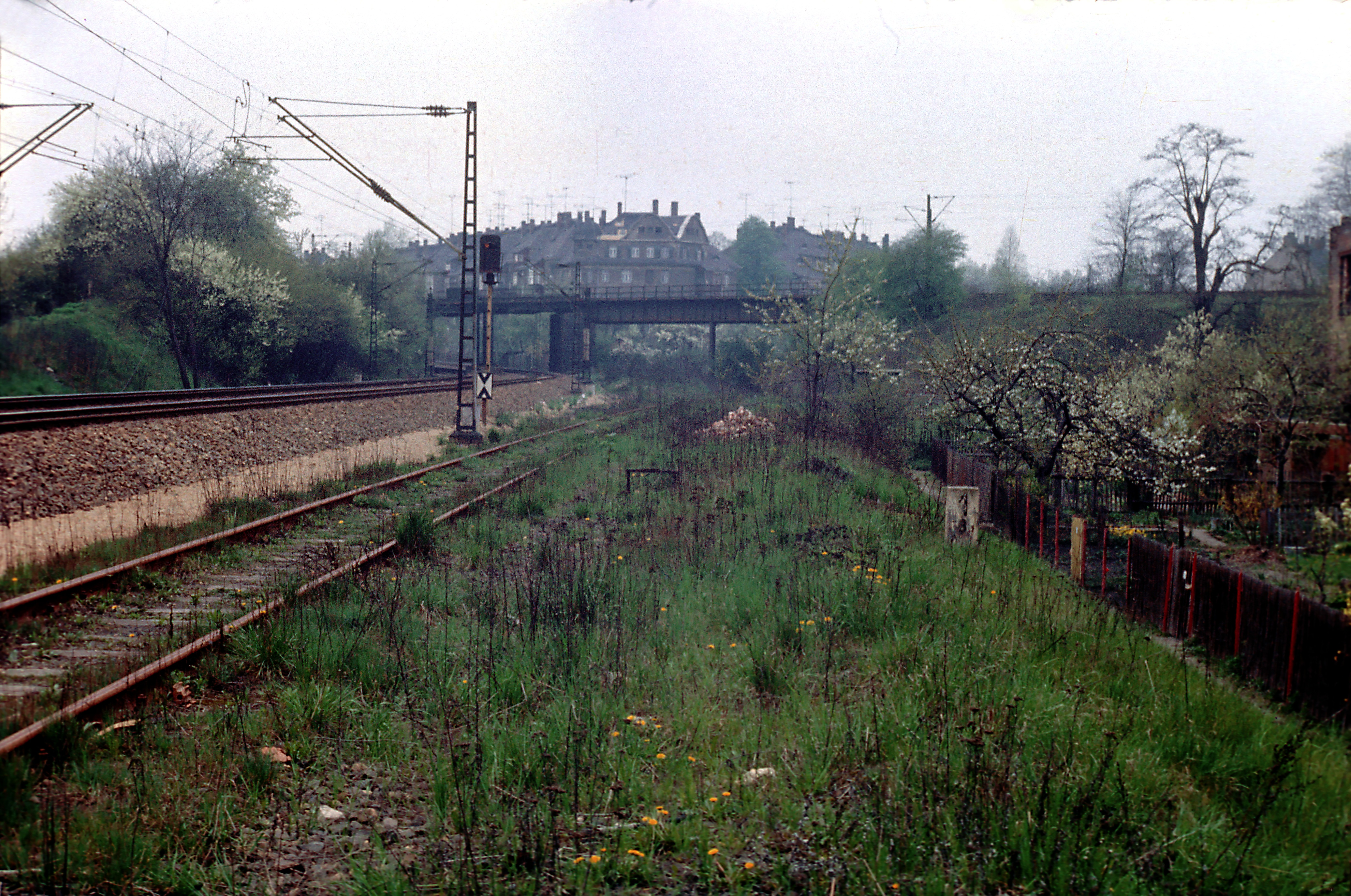
Links die Gleise der seit 1961 elektrifizierten Strecke Engelsdorf–Leipzig-Stötteritz am Abzweig Anger, Blick Richtung Stötteritz; rechts daneben in der Bildmitte das damals noch vorhandene Gleis zum Eilenburger Bahnhof. Auf dem zwischenzeitlich abgebauten Brückenzug im Hintergrund verlief die Bahnstrecke Leipzig Hbf–Leipzig-Connewitz (Mai 1983)

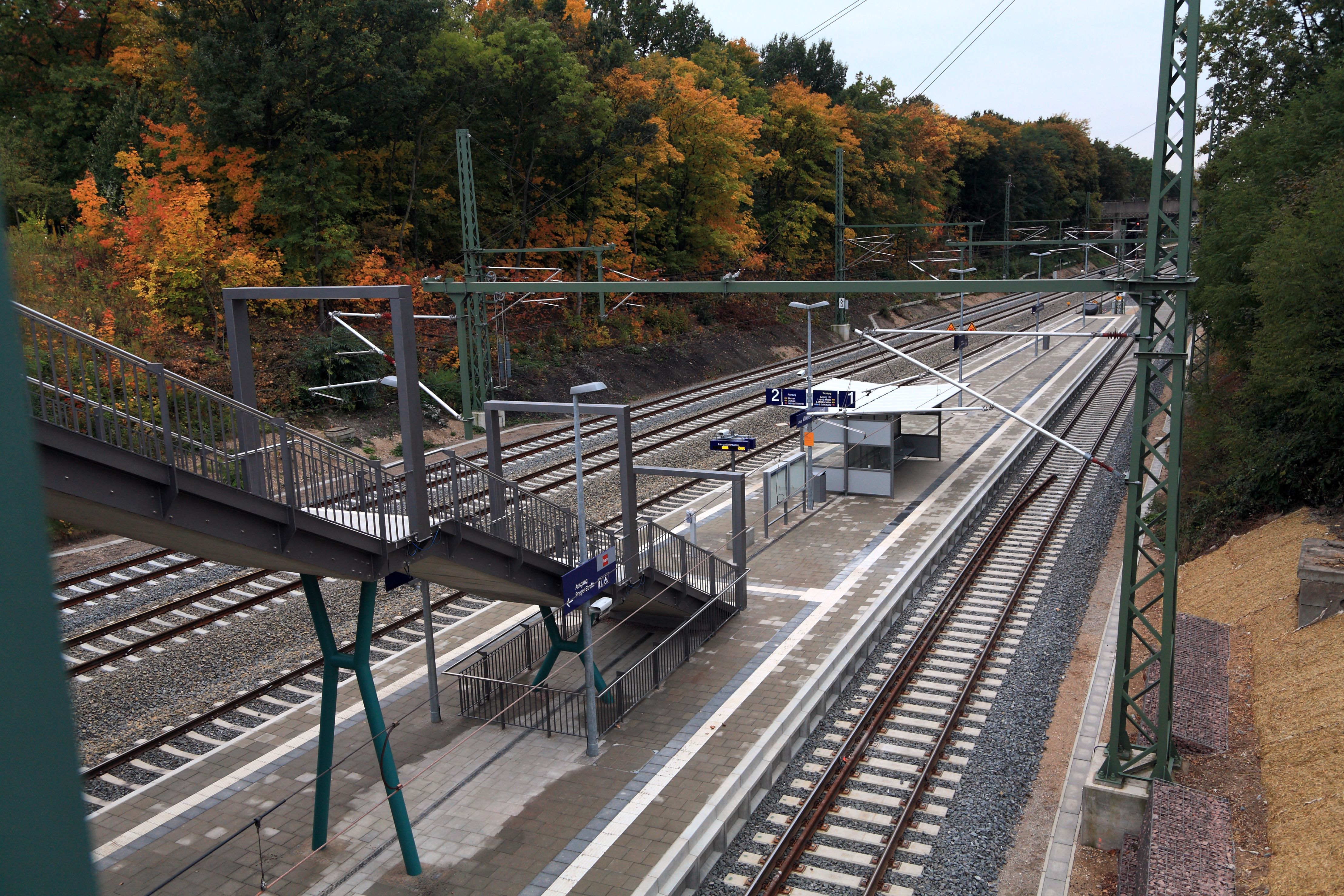
Die Strecke Engelsdorf–Leipzig-Connewitz am 2013 eröffneten Haltepunkt Völkerschlachtdenkmal im Einschnitt zwischen dem Völkerschlachtdenkmal und der Alten Messe, Blick von der Brücke Prager Straße Richtung Connewitz; links daneben die nunmehr ausschließlich vom Güterverkehr genutzten Gleise Bahnstrecke Leipzig Hbf–Leipzig-Connewitz (Oktober 2013)

Die Strecke Engelsdorf–Leipzig-Connewitz verlässt gemeinsam mit der Strecke zum einstigen preußischen Übergabebahnhof Leipzig-Schönefeld den Rangierbahnhof Engelsdorf in westlicher Richtung. Während die letztgenannte Strecke im nördlichen Bogen in Richtung der Strecke vom einstigen Eilenburger Bahnhof abschwenkt, führt die „Stötteritzer Stecke“ in einem südwestlichen Bogen ebenfalls zur Eilenburger Strecke, verläuft zunächst parallel zu ihr, überquert drei Straßen und trifft nach ca. 1,8 km an der Abzweigstelle Anger auf ebendiese Bahnstrecke. Die Strecken waren und sind dort miteinander verknüpft, auch wenn heute die Fortführung zum Eilenburger Bahnhof nicht mehr besteht.
Etwa 300 m weiter, direkt nach Überquerung der Zweinaundorfer Straße, befindet sich der im Dezember 2013 in Betrieb genommene, von der Bahnstrecke Leipzig Hbf–Leipzig-Connewitz hierher verlegte neue Haltepunkt Leipzig-Anger-Crottendorf. Die Strecke unterquert in ihrem weiteren Verlauf die stillgelegte und in diesem Abschnitt mittlerweile abgebaute Bahnstrecke Leipzig Hbf–Leipzig-Connewitz, überquert die Oststraße und erreicht unmittelbar nach Überführung der Papiermühlstraße den Bahnhof Leipzig-Stötteritz.
Sie verläuft nunmehr parallel zur noch in Betrieb befindlichen Teilstrecke der einstigen Leipzig-Hofer Verbindungsbahn, unterquert schließlich die Prager Straße und verläuft weiter im Einschnitt. Hier befindet sich auch der 2013 verlegte Haltepunkt Leipzig-Völkerschlachtdenkmal mit Zugang sowohl zum gleichnamigen Denkmal als auch zum Alten Messegelände. Nach Unterquerung weiterer Straßen geht die Strecke Engelsdorf–Leipzig-Connewitz an der ehemaligen Abzweigstelle Tabakmühle nahe der Unterführung unter die Zwickauer Straße nunmehr nahtlos in die Bahnstrecke Abzw Tabakmühle–Leipzig Bayer Bf über. Die ursprüngliche Fortführung der Strecke zum Bahnhof Leipzig-Connewitz wurde im Zusammenhang mit den sogenannten Netzergänzenden Maßnahmen des Projekts City-Tunnel Leipzig aufgegeben, aus der Abzweigstelle Tabakmühle wurde ein nur noch an der Änderung der Kilometrierung erkennbarer Streckenwechsel.

## Verkehr

### Bis zum Umbau 2012/2013
Entsprechend der ursprünglichen Konzeption als Teil des Leipziger Güterrings diente die Strecke insbesondere dem Schienengüterverkehr. Neben der Hauptlast, dem Schienengüterverkehr zwischen dem Bahnhof Engelsdorf (b Leipzig) und den südlich liegenden Zielen im Zuge der Bahnstrecke Leipzig–Hof, verkehrten auch Nahgüter- und Übergabezüge zum Bayerischen Bahnhof.
Von 23 Güterzügen, die in den frühen 1930er Jahren werktäglich im Bayerischen Bahnhof gebildet, und 25 Güterzügen, die dort aufgelöst wurden, wurden u. a. folgende Züge über den Streckenabschnitt Engelsdorf–Abzw Tabakmühle zugeführt bzw. abgefahren:
- drei Züge nach und vier Züge von Leipzig-Wahren (davon jeweils 3 Ringzüge über Engelsdorf)
- drei Züge nach und sechs Züge von Leipzig-Schönefeld
- vier Züge nach und zwei Züge von Engelsdorf
- zwei Züge nach und ein Zug von Leipzig Hauptbahnhof
- ein Zug nach und ein Zug von Leipzig-Dresdner Güterbahnhof

Planmäßige Reisezüge verkehrten auf der Strecke bis 2013 nie, jedoch bestanden von Anfang an für Reisezüge zugelassene Fahrstraßen. Genutzt wurden sie insbesondere für Messesonderzüge vom und zum Bahnhof Leipzig Bayer Bf. Während der Zeit der deutschen Teilung verkehrte zusätzlich täglich ein Transitzugpaar zwischen München und Berlin von Connewitz bis zur Abzw Anger und zurück. Das Zugpaar trug von 1972 bis zur Einstellung des Transitverkehrs die Zugnummern 308 und 309.

### Seit Dezember 2013

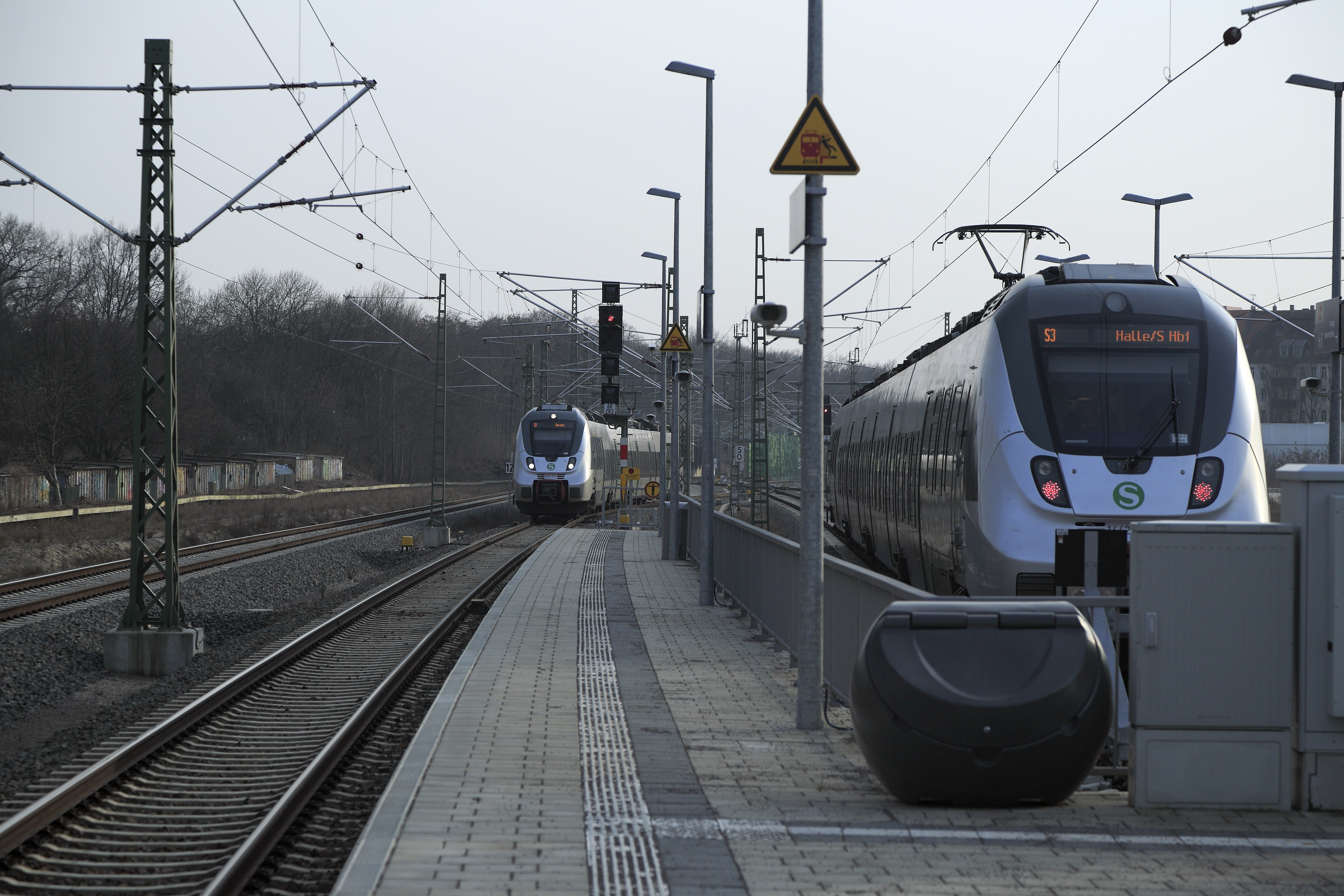
Triebwagen der S-Bahn Mitteldeutschland im umgebauten Bahnhof Leipzig-Stötteritz. Am linken Bildrand das in diesem Abschnitt verbliebene und ausschließlich dem Güterverkehr dienende Gleis der Bahnstrecke Leipzig Hbf–Leipzig-Connewitz. (März 2015)

Mit Eröffnung des City-Tunnels im Dezember 2013 wurde die Strecke im Schienenpersonennahverkehr zunächst von den Linien S1 und S3 der S-Bahn Mitteldeutschland befahren. Im Nordabschnitt zwischen Engelsdorf und dem Bahnhof Leipzig-Stötteritz verkehrte die Linie S1 im Halbstundentakt, im Südabschnitt vom Bahnhof Stötteritz über den ehemaligen Abzweig Tabakmühle Richtung City-Tunnel Leipzig bestand durch Überlagerung der Linien S1 und S3 tagsüber ein Zehnminutentakt. Durch verschiedene Baumaßnahmen im Großraum Leipzig-Halle musste die Führung der S-Bahn-Linien mittlerweile mehrmals angepasst werden, sodass auch kein reiner Zehnminutentakt mehr angeboten werden kann. Im Jahresfahrplan 2020 verkehren die Linien S1 und S2 bis Stötteritz sowie S3 bis Wurzen jeweils halbstündlich. 2018/2019 verkehrte die S4 statt der S3. Seit dem Ende der Bauarbeiten im Bahnhof Halle (Saale) Hbf wenden die Züge der Stadtlinie S1 von und nach Miltitzer Allee im Bahnhof Stötteritz, die der Linie S3 verkehren zwischen Halle (Saale) Hbf und Wurzen. Eingesetzt werden elektrische Triebzüge vom Typ Bombardier Talent 2, auf der Linie S3 in der Regel vierteilige Einheiten.
Der Streckenabschnitt zwischen Engelsdorf, Abzw Anger und Bahnhof Leipzig-Stötteritz wird darüber hinaus auch vom Schienengüterverkehr genutzt. Südlich des Bahnhofs Leipzig-Stötteritz nutzt dieser die weiterhin bestehende, parallel verlaufende Bahnstrecke Leipzig Hbf–Leipzig-Connewitz, um in Leipzig-Connewitz dann auf die Bahnstrecke Leipzig–Hof zu gelangen.